# Wahlen zum Senat der Vereinigten Staaten 1954
Die Wahlen zum Senat der Vereinigten Staaten 1954 zum 84. Kongress der Vereinigten Staaten fanden am 2. November statt. Sie waren Teil der Wahlen in den Vereinigten Staaten an diesem Tag, den Halbzeitwahlen (engl. midterm election) in der Mitte der ersten Amtszeit von Präsident Dwight D. Eisenhower.
Zur Wahl standen die 32 Sitze der Senatoren der Klasse II, von denen die meisten 1948 für eine Amtszeit von sechs Jahren gewählt worden waren. Für drei dieser Sitze sowie sechs Sitze der beiden anderen Klassen fanden Nachwahlen statt, da die ursprünglichen Amtsinhaber verstorben oder zurückgetreten waren. Eine dieser Nachwahlen wurde durch eine Besonderheit des Wahlgesetzes von Nebraska nötig: Eva Kelly Bowring, die im April zur Nachfolgerin des verstorbenen Senators Dwight Griswold ernannt worden war, durfte nur bis zur nächsten allgemeinen Wahl amtieren. Da der Sitz von Griswold zur Klasse II gehörte, fanden am 2. November Wahlen sowohl für den Rest von Griswolds Amtszeit als auch für die neue sechsjährige Amtszeit statt. Für die siebenwöchige Übergangszeit wurde Hazel Hempel Abel gewählt, die damit die erste gewählte Senatorin von Nebraska wurde sowie die erste Senatorin überhaupt, die als Nachfolgerin einer Frau gewählt wurde. Für die anschließende Amtszeit, für die Abel nicht gleichzeitig hatte kandidieren dürfen, wurde dann Carl Curtis gewählt. Da außerdem der Senatssitz der Klasse I von Nebraska zur Wahl stand, fanden in Nebraska drei Senatswahlen gleichzeitig statt.
Von den 38 Sitzen, die zur Wahl standen, waren 22 von Demokraten besetzt, 15 von Republikanern. 24 Amtsinhaber wurden wiedergewählt bzw. bestätigt, davon 17 Demokraten und 7 Republikaner. Die Republikaner konnten drei bisher von Demokraten gehaltene Sitze erobern, die Demokraten eroberten 5 Sitze. Damit verloren die Republikaner einen ihrer 48 Sitze, während die Demokraten einen zu ihren 47 hinzugewannen. Der ursprünglich republikanische Senator Wayne Morse, der seit 1952 als Unabhängiger im Senat saß, gehörte ab 1955 der Fraktion der Demokraten an. Vor der Wahl lag das Verhältnis bei 48 zu 48, mit der bei Stimmengleichheit ausschlaggebenden Stimme des republikanischen Vizepräsidenten Richard Nixon hatten die Republikaner damit eine knappe Mehrheit gehabt. Nach der Wahl hatten die Demokraten mit 49 zu 47 Sitzen die Mehrheit.
Zu Veränderungen nach der Wahl siehe auch Liste der Mitglieder des Senats im 84. Kongress der Vereinigten Staaten.

## Ergebnisse

### Nachwahlen zum 83. Kongresses
Die Inhaber der hier zur Wahl stehenden Sitze wurden als Ersatz für ausgeschiedene Senatoren ernannt, die Wahlen fanden gleichzeitig mit der Wahl zum 84. Kongress statt. Die Gewinner dieser Wahlen wurden vor dem 3. Januar 1955 in den Senat aufgenommen, also während des 83. Kongresses.
| Staat          | Amtierender Senator | Partei       | Nachwahl   | Ergebnis                   | Neuer Senator       |
| -------------- | ------------------- | ------------ | ---------- | -------------------------- | ------------------- |
| Kalifornien    | Thomas Kuchel       | Republikaner | Klasse III | bestätigt                  | Thomas Kuchel       |
| Nebraska       | Samuel W. Reynolds  | Republikaner | Klasse I   | von Republikanern gehalten | Roman Hruska        |
| Nebraska       | Eva Kelly Bowring   | Republikaner | Klasse II  | von Republikanern gehalten | Hazel H. Abel       |
| New Hampshire  | Robert W. Upton     | Republikaner | Klasse III | von Republikanern gehalten | Norris Cotton       |
| Nevada         | Ernest S. Brown     | Republikaner | Klasse III | Zugewinn Demokraten        | Alan Bible          |
| North Carolina | Alton Asa Lennon    | Demokrat     | Klasse II  | von Demokraten gehalten    | W. Kerr Scott       |
| North Carolina | Sam Ervin           | Demokrat     | Klasse III | bestätigt                  | Sam Ervin           |
| Ohio           | Thomas A. Burke     | Demokrat     | Klasse III | Zugewinn Republikaner      | George H. Bender    |
| Wyoming        | Edward D. Crippa    | Republikaner | Klasse II  | Zugewinn Demokraten        | Joseph C. O’Mahoney |

- bestätigt: ein als Ersatz für einen ausgeschiedenen Senator ernannter Amtsinhaber wurde bestätigt.

### Wahlen zum 84. Kongress
Die Gewinner dieser Wahlen wurden am 3. Januar 1955 in den Senat aufgenommen, also bei Zusammentritt des 84. Kongresses. Alle Sitze dieser Senatoren gehören zur Klasse II.
| Staat          | Amtierender Senator        | Partei       | Ergebnis                   | Neuer Senator        |
| -------------- | -------------------------- | ------------ | -------------------------- | -------------------- |
| Alabama        | John Sparkman              | Demokrat     | wiedergewählt              | John Sparkman        |
| Arkansas       | John L. McClellan          | Demokrat     | wiedergewählt              | John L. McClellan    |
| Colorado       | Edwin C. Johnson           | Demokrat     | Zugewinn Republikaner      | Gordon L. Allott     |
| Delaware       | J. Allen Frear             | Demokrat     | wiedergewählt              | J. Allen Frear       |
| Georgia        | Richard B. Russell         | Demokrat     | wiedergewählt              | Richard B. Russell   |
| Idaho          | Henry Dworshak             | Republikaner | wiedergewählt              | Henry Dworshak       |
| Illinois       | Paul H. Douglas            | Demokrat     | wiedergewählt              | Paul H. Douglas      |
| Iowa           | Guy Gillette               | Demokrat     | Zugewinn Republikaner      | Thomas E. Martin     |
| Kansas         | Andrew Schoeppel           | Republikaner | wiedergewählt              | Andrew Schoeppel     |
| Kentucky       | John Sherman Cooper        | Republikaner | Zugewinn Demokraten        | Alben W. Barkley     |
| Louisiana      | Allen J. Ellender          | Demokrat     | wiedergewählt              | Allen J. Ellender    |
| Maine          | Margaret C. Smith          | Republikaner | wiedergewählt              | Margaret C. Smith    |
| Massachusetts  | Leverett Saltonstall       | Republikaner | wiedergewählt              | Leverett Saltonstall |
| Michigan       | Homer S. Ferguson          | Republikaner | Zugewinn Demokraten        | Patrick V. McNamara  |
| Minnesota      | Hubert H. Humphrey         | Demokrat     | wiedergewählt              | Hubert H. Humphrey   |
| Mississippi    | James Eastland             | Demokrat     | wiedergewählt              | James Eastland       |
| Montana        | James Edward Murray        | Demokrat     | wiedergewählt              | James Edward Murray  |
| Nebraska       | Eva Kelly Bowring, ernannt | Republikaner | von Republikanern gehalten | Carl Curtis          |
| New Hampshire  | Styles Bridges             | Republikaner | wiedergewählt              | Styles Bridges       |
| New Jersey     | Robert C. Hendrickson      | Republikaner | von Republikanern gehalten | Clifford P. Case     |
| New Mexico     | Clinton P. Anderson        | Demokrat     | wiedergewählt              | Clinton P. Anderson  |
| North Carolina | Alton Asa Lennon, ernannt  | Demokrat     | von Demokraten gehalten    | W. Kerr Scott        |
| Oklahoma       | Robert S. Kerr             | Demokrat     | wiedergewählt              | Robert S. Kerr       |
| Oregon         | Guy Cordon                 | Republikaner | Zugewinn Demokraten        | Richard L. Neuberger |
| Rhode Island   | Theodore F. Green          | Demokrat     | wiedergewählt              | Theodore F. Green    |
| South Carolina | Charles E. Daniel, ernannt | Demokrat     | von Demokraten gehalten    | Strom Thurmond       |
| South Dakota   | Karl Earl Mundt            | Republikaner | wiedergewählt              | Karl Earl Mundt      |
| Tennessee      | Estes Kefauver             | Demokrat     | wiedergewählt              | Estes Kefauver       |
| Texas          | Lyndon B. Johnson          | Demokrat     | wiedergewählt              | Lyndon B. Johnson    |
| Virginia       | A. Willis Robertson        | Demokrat     | wiedergewählt              | A. Willis Robertson  |
| West Virginia  | Matthew M. Neely           | Demokrat     | wiedergewählt              | Matthew M. Neely     |
| Wyoming        | Edward D. Crippa, ernannt  | Republikaner | Zugewinn Demokraten        | Joseph C. O’Mahoney  |

- ernannt: Senator wurde als Ersatz für einen ausgeschiedenen Senator ernannt, Nachwahl nötig.
- wiedergewählt: ein gewählter Amtsinhaber wurde wiedergewählt.